# Encyclopedia of Indo-European Culture
La Encyclopedia of Indo-European Culture o EIEC, editada per J. P. Mallory i Douglas Q. Adams, va ser publicada en 1997 per Fitzroy Dearborn. Mallory es va encarregar dels articles arqueològics, i Adams dels lingüístics. Van col·laborar com subeditores molts dels principals indoeuropeestes dels anys 90.
Es tracta d'un compendi extremadament útil sobre totes les àrees dels estudis indoeuropeus, la majoria dels articles procedeixen de publicacions acadèmiques. Encara que no es tracta d'una obra polèmica, sí que respon en part a les opinions d'Andrew Colin Renfrew sobre els orígens de l'indoeuropeu. No té traducció coneguda al català.